# بدهی بوم‌شناختی

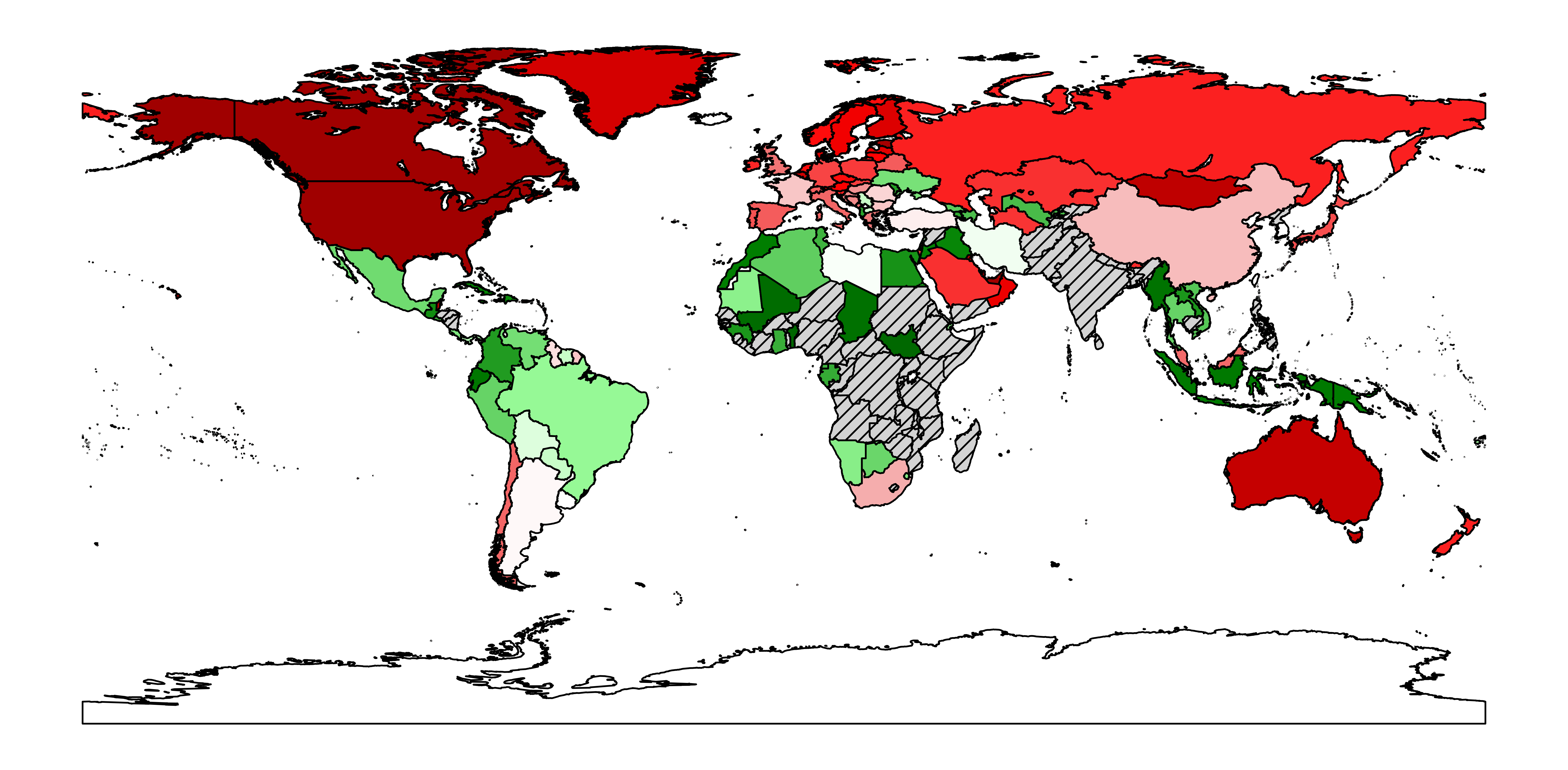
مصرف جهانی در شمال زمین بیشتر از تولید آن است (رنگ قرمز نشان داده شده‌است)، در حالی که در جنوب جهان بیشتر از مصرف (رنگ سبز)، تولید می‌شود. نسبت منابع بین مصرف و تولید به میزان تخریب محیط زیست مربوط می‌شود.

بدهی زیست‌محیطی (به انگلیسی: Ecological debt)، به انباشت فرضی بدهی شمال جهان به کشورهای جهانی جنوب، به دلیل مجموع خالص بی‌عدالتی‌های زیست‌محیطی تاریخی، به ویژه از طریق بهره‌برداری از منابع طبیعی، نابودی زیستگاه، و آلودگی ناشی از تخلیه زباله اشاره دارد. این مفهوم توسط سازمان‌های غیردولتی Global Southerner در دهه ۱۹۹۰ ابداع شد و تعریف آن در طول سال‌ها، در چندین تلاش برای ارائه مشخصات بیشتر، متفاوت بوده‌است.